# Fuente de Santa Eulalia
La fuente de Santa Eulalia (en catalán: Font de Santa Eulàlia) es un monumento escultórico situado en la plaza del Pedró de Barcelona, en el barrio de El Raval del distrito de Ciutat Vella. Creado en 1673, está considerado como el monumento más antiguo de la ciudad. Fue obra de Benet Parés y Josep Darder. No obstante, pocos años después la imagen de la santa fue sustituida por otra de Llàtzer Tramulles y Lluís Bonifaç, que fue destruida en 1936. La actual, de 1951, es obra de Frederic Marès. Esta obra está inscrita como Bien Cultural de Interés Local (BCIL) en el Inventario del Patrimonio Cultural catalán con el código 08019/523.

## Historia y descripción

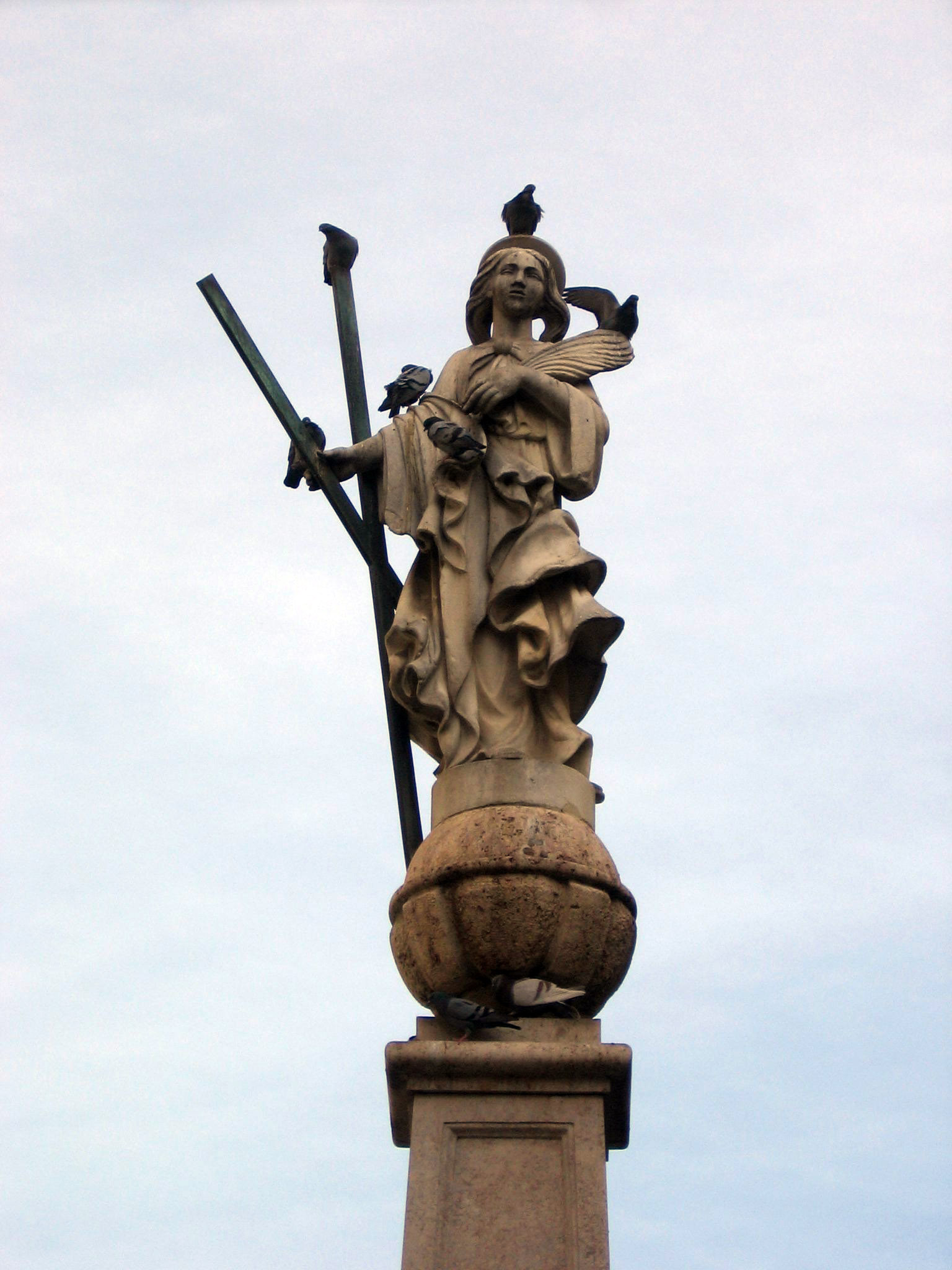
Figura de la santa.

La idea de erigir un monumento a Santa Eulalia, patrona de la ciudad de Barcelona —a la que está dedicada la Catedral— surgió a principios del siglo XVII. En 1616 se construyó un obelisco dedicado a la santa en la plaza del Blat —actual plaza del Ángel—, obra de Rafael Plansó. Sin embargo, en vez de una imagen de la santa el obelisco estaba rematado por un ángel —obra de Felip Ros—, que con una mano señalaba una imagen de la patrona barcelonesa situada en el portal de acceso a la muralla medieval que había junto a la plaza, y con la otra apuntaba al lugar donde un ángel se había presentado a la comitiva que trasladaba los restos de la mártir a la Catedral. Este monumento fue derribado en 1823 porque obstaculizaba el tránsito, y la figura del ángel fue colocada en una hornacina en un edificio de la misma plaza.
Posteriormente surgió la iniciativa de un nuevo monumento que mostrase la imagen de la santa, y se eligió como ubicación la plaza del Pedró, en la confluencia de las calles Carme y Hospital, en el barrio de El Raval. Una antigua leyenda relataba que en ese lugar la santa había sido crucificada desnuda, en época del pretor Daciano. Así pues, en 1670 el Consejo de Ciento encargó la construcción del monumento al carpintero Josep Darder, que hizo un modelo en madera que fue sustituido dos años después por la obra definitiva, en mármol blanco y negro, a cargo del maestro de obras Benet Parés. La primera piedra fue colocada el 14 de septiembre de 1672, fecha en que se realizó una reja de protección del monumento, elaborada por Josep Gamot. Por último, la obra, que consistía en un obelisco de forma piramidal con diferentes secciones de variado diámetro, fue coronada por una imagen de la santa, una obra en madera de Josep Darder. El monumento fue inaugurado el 29 de noviembre de 1673. Por su fecha de construcción está considerado el monumento público más antiguo que se conserva en la ciudad en su emplazamiento original, pese a que la obra en sí ha sido restaurada varias veces y ya no puede considerarse como la original.
Al cabo de pocos años, la imagen de madera se veía ya deteriorada, por lo que se pensó sustituirla por otra de mármol. Los encargados de la nueva estatua fueron Llàtzer Tramulles y Lluís Bonifaç, quienes terminaron su labor en 1687. Elaboraron una imagen de la santa de pie con los atributos de su martirio: la palma y la cruz en aspa. Se tuvo que reforzar entonces el obelisco que sustenta la estatua, ya que el anterior estaba calculado para la imagen de madera, y se realizó un nuevo basamento confeccionado por Miquel Colomer, con ayuda del paleta Jaume Arnaudies y el platero Hilari Fornaguera.
En 1823 el Ayuntamiento del Trienio Liberal pretendió desmontar el monumento, pero la fuerte oposición popular hizo que tan solo se trasladase unos metros, a un rincón de la plaza. El cambio de régimen aseguró su pervivencia, y el nuevo gobernador militar, el marqués de Campo Sagrado, tuvo la idea de convertir el monumento en fuente, adaptación que corrió a cargo de Josep Mas i Vila. La nueva fuente fue inaugurada el 12 de febrero de 1826, fecha en que se colocaron cuatro placas en cada lado de la base del obelisco: una rememoraba el martirio de la santa el año 303, otra la colocación de la primera piedra, otra la inauguración del monumento, y otra su fecha de reconstrucción; también se colocó en el zócalo otra placa dedicada al marqués de Campo Sagrado.
El monumento fue derribado el 19 de julio de 1936, al inicio de la Guerra Civil. Solo quedó la base, que siguió como fuente. La cabeza de la santa fue rescatada por unos vecinos, que la guardaron durante la contienda; actualmente se conserva en el Museo de Historia de Barcelona. En 1951, el monumento fue reconstruido con una nueva imagen, obra de Frederic Marès. En 1982 el conjunto fue devuelto al medio de la plaza, en su ubicación original. La obra fue restaurada en 1997 por Marta Polo.